# EC Ipitanga da Bahia
EC Ipitanga da Bahia is een Braziliaanse voetbalclub uit Lauro de Freitas in de deelstaat Bahia. 

## Geschiedenis
De club werd opgericht in 2003 in de stad Lauro de Freitas. Een jaar later werd de club kampioen in de tweede klasse en promoveerde zo naar de hoogste klasse van het staatskampioenschap. De club bereikte de halve finale om de titel en verloor daar van het grote Vitória. De club kwalificeerde zich zo voor de Série C en werd daar in de eerste ronde uitgeschakeld. In 2006 bereikte de club twee keer de halve finale in de staatscompetitie en werd uitgeschakeld door respectievelijk Vitória en Colo Colo. In de Série C werd de club ook in de eerste ronde uitgeschakeld. In 2007 verhuisde de club naar Madre de Deus en kon dit keer de degradatie maar net vermijden. In 2009 verhuisde de club opnieuw en ging nu in Senhor do Bonfim spelen. In 2011 ging de club terug in Ipitanga spelen, een wijk van Lauro de Freitas. Na dit seizoen degradeerde de club. 